# Ghazi Jeribi
Ghazi Jeribi (arabe : غازي الجريبي), né le 5 décembre 1955 à Tunis, est un joueur de basket-ball, magistrat et homme politique tunisien.

## Biographie
Il effectue ses études primaires et secondaires à Ezzahra, puis ses études supérieures en droit public à l'université Panthéon-Sorbonne.
De 1988 à 2013, il enseigne à l'École nationale d'administration de Tunis, ainsi qu'en école préparatoire aux académies militaires de 1989 à 1996, et à l'Institut supérieur de la magistrature à Tunis de 2000 à 2005.

### Carrière juridique
En 1984, il devient conseiller adjoint au Tribunal administratif, avant d'y devenir conseiller en 1991, puis président de chambre et de la section d'instruction de 1996 à 1999. De 1991 à 2001, il est commissaire d’État général. Parallèlement, de 1990 à 1992, il est directeur juridique de l'Institut arabe des droits de l'homme et, de 1997 à 2001, président de la commission des litiges fiscaux. En 2001, il devient président du Conseil de la concurrence, fonction qu'il occupe jusqu'en 2006. De 2005 à 2006, il est également expert formateur en droit de la concurrence auprès de la Conférence des Nations unies sur le commerce et le développement.
De 2007 à 2011, il est premier président du Tribunal administratif, ce qui fait de lui le président du conseil des conflits, le président de la chambre chargée du contentieux relatif aux autorisations des partis politiques, le président de la chambre de cassation et un membre du Conseil constitutionnel. Durant cette même période, il est également vice-président de l'Association internationale des hautes juridictions administratives. En 2011, il est nommé président du Haut comité du contrôle administratif et financier.
En septembre 2015, Ghazi Jeribi devient avocat auprès de la Cour de cassation.
Il a rédigé plusieurs articles qui portent sur le droit administratif et la réforme de l'administration, le contentieux administratif, les droits de l'homme et les libertés publiques, le contentieux fiscal, le droit de la concurrence, le droit du sport et la justice transitionnelle.

### Carrière politique
Le 29 janvier 2014, il est nommé ministre de la Défense nationale dans le gouvernement Jomaa. Le 20 août 2016, il est nommé ministre de la Justice dans le gouvernement Chahed. Après le limogeage d'Abdeljalil Ben Salem, il est, en parallèle, nommé ministre des Affaires religieuses par intérim le 4 novembre, fonction qu'il occupe jusqu'au 20 mars 2017. Après le limogeage de Lotfi Brahem, il est aussi nommé ministre de l'Intérieur par intérim le 6 juin 2018.

### Basketteur
De 1975 à 1985, il est international dans l'équipe de Tunisie masculine de basket-ball.
De 1994 à 1996, il occupe le poste de vice-président de la Fédération tunisienne de basket-ball.

### Vie privée
Il est père de trois enfants. Il est le fils d'Ali Jeribi, militant nationaliste actif durant la période du protectorat français, le frère de Thouraya Jeribi Khémiri et le cousin de Maya Jribi.

### Distinctions
- Commandeur de l'Ordre tunisien de la République[10]